# سمير عويضة
سمير عويضة هو رجل أعمال فلسطيني بارز وفاعل في مجال العمل الخيري، وُلد في مدينة القدس عام 1934.

## تعليمه
تلقى تعليمه في الكلية الوطنية برام الله، وبدأ حياته المهنية في وزارة الشؤون الاجتماعية بالأردن.

## عمله
عمل محررًا ومترجمًا في دول الخليج، خاصة في السعودية، ثم التحق بإذاعة الكويت في قسم الأخبار بين عامي 1966 و1972.
في عام 1966، انتقل إلى القطاع الخاص، حيث شغل منصب مدير المبيعات في شركة يوسف أحمد الغانم بالكويت. لاحقًا، أصبح المدير العام لشركة معدات الخليج العربية في الإمارات. فيما بعد، أسس شركة “الخليج للتنمية والإعمار (إنماء)”، التي توسعت لتشمل سبعة فروع في الإمارات، عمان، وقطر. تقاعد من منصبه كرئيس لمجلس إدارة الشركة عام 2011.
عويضة معروف بدعمه المتواصل لمدينة القدس، حيث شارك في مبادرات خيرية تهدف إلى تعزيز صمود أهلها. كما استضافته جامعة بيرزيت في لقاء تحدث فيه عن تجربته الحياتية والعملية.